# كورزة
كورزة هي قرية في مقاطعة خدا أفرين، إيران. عدد سكان هذه القرية هو 316 في سنة 2006.